# Afd.Ii Buket
Afd.Ii Buket is een bestuurslaag in het regentschap Aceh Timur van de provincie Atjeh, Indonesië. Afd.Ii Buket telt 372 inwoners (volkstelling 2010).